# Wolfgang Leinemann
Wolfgang Leinemann (* 16. August 1936 in Kassel; † 23. Januar 2016) war ein deutscher Jurist und Richter am Bundesarbeitsgericht.

## Leben und Wirken
Leinemann studierte Rechtswissenschaften an den Universitäten Frankfurt am Main, Berlin und Marburg und legte 1961 sein Erstes Juristisches Staatsexamen ab. Nach seinem Zweiten Staatsexamen 1966 und einer Hochschulassistententätigkeit wurde Leinemann 1968 von der Universität mit der zivilrechtlichen Arbeit Der Begriff Freiheit nach Paragraph 823 Abs. 1 BGB zum Dr. iur. promoviert. Anschließend hatte er einen Lehrauftrag an der Universität Marburg inne, bevor er 1971 als Oberregierungsrat an der Hessischen Staatskanzlei in den Staatsdienst des Landes Hessen eintrat. 1973 wechselte er in den Justizdienst des Landes Hessen und wurde als Richter am Arbeitsgericht Wiesbaden eingesetzt. Zum 1. April 1978 wurde Leinemann zum Richter am Bundesarbeitsgericht ernannt und dort zunächst dem Sechsten, später dem Achten Senat zugewiesen. Vom 15. Mai 1991 bis zu seiner Pensionierung im August 2001 war Leinemann Vorsitzender des Neunten Senats des Bundesarbeitsgerichts und prägte als solcher mit grundlegenden Entscheidungen die Rechtsprechung zum Betriebsverfassungsrecht und zum Urlaubsrecht.
Daneben war Leinemann Mitherausgeber und Co-Autor eines Kommentars zum Urlaubsrecht, einer Entscheidungssammlung zum Arbeitnehmerüberlassungsgesetz sowie eines Kommentars zum Berufsbildungsgesetz. Außerdem hatte er seit 1981 einen Lehrauftrag an der TU Braunschweig inne, weshalb er von dieser 1988 zum Honorarprofessor ernannt worden war. Ab 1990 hatte er zudem einen Lehrauftrag an der Universität Kaiserslautern inne.